# Superkompensation

Heterochronismus der Superkompensation: Unterschiedliche Parameter benötigen unterschiedliche Zeiträume für die Erholung nach der Belastung

Unter Superkompensation versteht man ein Modell, das verdeutlicht, wie Anpassungsprozesse (Adaptation) im Rahmen des sportlichen Trainings ablaufen.

## Beschreibung des Prinzips

Schematische Darstellung

Das Prinzip der Superkompensation besagt, dass der Körper nach einer Trainingsbelastung nicht nur die Bereitschaft zur Erbringung des gleichen Leistungsniveaus wiederherstellt, sondern im Verlauf der Erholung (Regeneration) die Leistungsfähigkeit über das ursprüngliche Niveau hinaus steigert und über einen bestimmten Zeitraum auf diesem Niveau hält (vgl. Abbildung).
Wird dieses höhere Leistungsniveau jeweils für die neue Trainingseinheit genutzt, kommt es zu einer über einen längeren Zeitraum anhaltenden, aber nach oben begrenzten Leistungssteigerung. Ist die Regenerationsphase zwischen Trainingsbelastungen zu groß, geht der Trainingseffekt wieder verloren. Wird hingegen zu viel oder/und zu intensiv trainiert, hat der Körper nicht genügend Zeit zur Regeneration und das Leistungsniveau sinkt (Übertraining).
Demnach kann man das schematische Modell der Superkompensation in fünf Phasen einteilen: 
1. Ausgangszustand ist eine Selbstregulation (Homöostase).
2. Die Störung der Homöostase durch ein sportliches Training unter Einbußen der Leistungsfähigkeit. An dieser Stelle sinkt der Graph.
3. Die Erholungsphase, der Graph erreicht wieder sein Ausgangsniveau.
4. Die Phase der Überschießenden Wiederherstellung. In dieser Phase erreicht der Graph sein Maximum.
5. Da Adaptionen (Leistungsverbesserung) des Körpers reversibel sind, nimmt die Leistungsfähigkeit in der letzten Phase nach Erreichen des Maximums wieder langsam ab, sofern kein weiteres Training stattfindet.

Ziel ist es, durch richtige Abstimmung von Trainingsbelastungen und Regeneration die Leistungsfähigkeit zu steigern und ein Übertraining zu vermeiden.

## Training nach dem Prinzip der Superkompensation
Dem Prinzip der Superkompensation folgend ist festzulegen:
- die Gestaltung des Trainings (Methoden, z. B. Intervalltraining, Dauermethode)
- die richtige Art, Dauer, Dichte und Intensität der Trainingsreize
- die Bemessung der Regenerationsphasen und die Gestaltung der Regenerationsphasen in Bezug auf
  - die Intensität/Art der Regeneration (aktiv/passiv)
  - die fortwährende Regeneration während des Trainings
  - die frühe Phase der Regeneration (circa 6 Stunden nach Belastung)
  - die nachwirkende Regeneration (bis zu einer Woche nach Belastung)
  - die späte Phase der Regeneration.

Diese Art der Gestaltung des Trainings resultiert in Trainingszyklen unterschiedlicher Länge, die aufeinander abzustimmen sind.

## Kritik des Superkompensationprinzips in der Trainingslehre
Das „Modell der Superkompensation“ beruht auf Forschungen von Jakowlew (1977) zum Muskel- und Leberglykogen nach Belastungen bei Tieren. Hierbei wurden bekannte Kurvendiagramme ersichtlich. Im Laufe der Zeit wurde die Glykogen-Superkompensation mit der menschlichen Leistungsfähigkeit gleichgestellt. Dies ist aber schlichtweg falsch. In der Sportwissenschaft spricht man bei der Betrachtung der Leistungsfähigkeit vom „Modell der Belastung-Beanspruchung-Anpassung“. Das „Modell der Superkompensation“ ist daher falsch interpretiert, da es keine verallgemeinerbare Leistungssteigerung von Individuen nach Trainingsreizen gibt.
Es gibt zwei Hauptprobleme in der Anwendung des Superkompensationsprinzips:
- Die verschiedenen Funktionssysteme des Körpers beanspruchen sehr unterschiedliche Zeitspannen zur Wiederherstellung – („Heterochronismus der Wiederherstellung“).
- Es gibt im Training nicht nur biologische Prozesse nach dem Superkompensationsprinzip, sondern auch Prozesse des Lernens.

Zudem sind die Anpassungsvorgänge, die nach einer Trainingsbelastung erfolgen, zum Beispiel die Anpassung für die Muskelhypertrophie beim Krafttraining, noch nicht vollständig aufgeklärt. Auch ist eine Pause für eine Anpassungsreaktion keine zwingende Voraussetzung, beispielsweise kann der Herzmuskel sich keine Pause erlauben, aber dennoch hypertrophieren. In jüngster Zeit ist es durch dreidimensionale Ultraschallbilder möglich geworden, auch Anpassungsprozesse (mit Superkompensation) der Sehnen zu zeigen, wodurch auf noch weitere Formen der Wiederherstellung zu achten ist.
Je komplexer die Zielbewegung, umso aufwendiger der Lernprozess. Die Lernkurve ist aber keine Superkompensationskurve, sondern sie flacht hin zu einem Lernplateau ab.
Deshalb ist es wichtig, das Prinzip der Superkompensation als Modell zu verstehen, das die Anforderungen an die Trainingsgestaltung im Zeitverlauf allgemein formuliert. Eine unmittelbare Umsetzung in einen Trainingsplan ist aus den genannten Gründen nicht möglich. Vielmehr müssen die genannten Parameter wie Intensität, Belastungsdauer, Pausenlänge, Zyklisierung des Trainings usw. von erfahrenen Trainern in Zusammenarbeit mit dem Athleten festgelegt, überwacht und entsprechend angepasst werden.